# Квінт Тіней Руф
Квінт Тіней Руф (лат. Quintus Tineius Rufus; 90 —після 134) — державний та військовий діяч Римської імперії, консул-суффект 127 року.

## Життєпис
Походив з патриціанського роду Тінеїв. Про молоді роки немає відомостей. У 124 році його призначено імператорським легатом-пропретором провінції Фракія. На цій посаді перебував до 126 року. Під час своєї каденції опікувався карбуванням монет у м. Бізій (сучасне м. Візе, Туреччина).
У 127 році став консулом-суффектом разом з Марком Ліцинієм Целером Непотом. У 130 році призначено імператорським легатом-пропретором в Юдеї. Цього ж року почалося велике повстання юдеїв проти римського панування. У 133 році замінений Гнеєм Мініцієм Фавстіном Севером, проте продовжував залишатися у війську. Остання згадка про Руфа датується 134 роком.

## Родина
- Квінт Тіней Сакердот Клемент, консул 158 року.